# ستراهينيا ستوياتشيتش
ستراهينيا ستوياتشيتش (بالصربية: Страхиња Стојачић) مواليد 15 يوليو 1992 في نوفي ساد، صربيا والجبل الأسود، هو لاعب كرة سلة صربي. بدأ مسيرته الاحترافية في سنة 2009. لعب مع نادي ميغا لكرة السلة ونادي رادنيتشكي كراغوييفاتس لكرة السلة.